# 8729 Descour
8729 Descour è un asteroide della fascia principale. Scoperto nel 1996, presenta un'orbita caratterizzata da un semiasse maggiore pari a 2,4148375 UA e da un'eccentricità di 0,0345588, inclinata di 2,65014° rispetto all'eclittica.